# Kremeanka, Iemilciîne
Kremeanka (în ucraineană Крем`янка) este un sat în comuna Kîianka din raionul Iemilciîne, regiunea Jîtomîr, Ucraina.

## Demografie
Componența lingvistică a localității Kremeanka
     Ucraineană (100%)
Conform recensământului din 2001, toată populația localității Kremeanka era vorbitoare de ucraineană (100%).